# 秦准
秦准（?—?），中国西晋官员，官至侍中。
八王之乱，304年七月初四，司马越侍奉晋惠帝北伐司马颖，司马越担任大都督。征调前侍中嵇绍到惠帝身边任职。秦准对嵇绍说：“现在随行，安危难以预料，你有好马吗？“嵇绍神色严肃回答：“臣子护卫皇帝，生死忠于职守，要好马干什么？”七月廿四，晋惠帝的兵马在荡阴失败，惠帝面颊负伤，中了三箭，百官和侍卫全部溃逃。嵇绍身穿朝服，登上御车，用身体护卫惠帝，兵士把嵇绍拉到车辕上就砍。惠帝说：“这是忠臣，不要杀！”兵士回答说：“奉皇太弟之令，只是不侵犯陛下一人。”于是杀了嵇绍，血溅到惠帝的衣服上。司马颖派卢志迎接惠帝。七月廿五，惠帝进入邺城，改年号为建武。随从想为惠帝洗衣服，惠帝说：“有侍中嵇绍的血，不要洗了！”